# Religiologiques
Religiologiques est une revue québécoise spécialisée en sciences des religions. 
Elle a été fondée en 1990 et dirigée pendant plusieurs années par Guy Ménard. Elle est affiliée au département des sciences des religions de l'Université du Québec à Montréal et publiée avec l’appui financier Fonds Lucier-Arpin (Fondation UQAM). Depuis 2014, la revue est dirigée par Roxane D. Marcotte. La revue s'intéresse également à la phénoménologie et à l'éthique.
La publication parait normalement deux fois l'an, certains numéros paraissant en numéro double.  
Parmi les collaborateurs renommés de la publication, on compte Gregory Baum, Fernand Dumont, Gilbert Durand, Danièle Hervieu-Léger, David Le Breton, Michel Maffesoli, Guy Ménard, Anne Morelli et Jean-Jacques Wunenburger

## Numéros parus
(La majorité des numéros sont disponibles en ligne)
- 38 (2019)  Varia. Églises, rite, mission, salafisme et nature
- 37 (2018)  Catholicisme et société contemporaine : cinquante ans après le concile Vatican II  (en ligne)
- 36 (2018)  Penser, créer, agir les féminismes dans le champ religieux  (en ligne)
- 35 (2017)  Pérennité du mythe  (en ligne)
- 34 (2016)  Religion, droit et État : interférence, intersection et interface  (en ligne)
- 33 (2016)  Mutations : croyances et pratiques religieuses migrantes  (en ligne)
- 32 (2015)  Bête comme une image : ontologies et figurations animales  (en ligne)

___________________________________________________________________________
- 31 (2005)  Religion, violence et contrôle social  (en ligne)
- 30 (2004)  Le sacré en question  (en ligne)
- 29 (2004)  La pertinence sociale de l’étude critique de la religion
- 28 (2003)  L’éducation du sujet éthique : Quelles perspectives ? Quel avenir ?
- 27 (2003)  Savoir et croire
- 26 (2002)  Fragmentation et reconstruction : le « bricolage » comme modalité d’inscription du christianisme
- 25 (2002)  Sujets divers
- 24 (2001)  Technoritualités : religiosité rave
- 23 (2001)  Pérégrinations au Tibet
- 22 (2000)  Stratégies sociales des groupes religieux  (en ligne)
- 21 (2000)  Luce Irigaray : le féminin et la religion  (en ligne)
- 20 (1999)  Millénarismes au seuil de l’an 2000  (en ligne)
- 19 (1999)  Postmodernité et religion  (en ligne)
- 18 (1998)  Les marges contemporaines de la religion  (en ligne)
- 17 (1998)  Nourriture et sacré  (en ligne)
- 16 (1997)  Rituels sauvages  (en ligne)
- 15 (1997)  Orphée et Eurydice : mythes en mutation  (en ligne)
- 14 (1996)  Religion implicite  (en ligne)
- 13 (1996)  Questions d’éthique en sciences des religions  (en ligne)
- 12 (1995)  Corps et sacré  (en ligne)
- 11 (1995)  Regards nord-américains sur la religion  (en ligne)
- 10 (1994)  Actualité du mythe  (en ligne)
- 9 (1994)  Construire l’objet religieux  (en ligne)
- 8 (1993)  Le métissage des dieux  (en ligne)
- 7 (1993)  Littérature et sacré, II  (en ligne)
- 6 (1992)  Traditions amérindiennes  (en ligne)
- 5 (1992)  Littérature et sacré, I  (en ligne)
- 4 (1991)  Sur le chemin de la mort  (en ligne)
- 3 (1991)  Jeux et traverses : rencontres avec M. Maffesoli  (en ligne)
- 2 (1990)  Limite et transparence : l’épistémè du religieux  (en ligne)
- 1 (1990)  Le statut de l’imaginaire dans l’œuvre de G. Durand  (en ligne)